# Louis-Marie Ricard
Pour les articles homonymes, voir Ricard (homonymie).
Louis-Marie Ricard, né en 1868 et mort le 22 octobre 1929 au sanctuaire de Laghet, est un évêque français.

## Biographie
Après des études au grand séminaire de Toulouse et à Saint-Sulpice, à Paris, il est docteur en droit canon et en théologie.
Influencé par Le Sillon de Marc Sangnier, il a été prêtre, journaliste, professeur et prédicateur.
Nommé évêque auxiliaire de Nice et évêque titulaire de Marciana (de) en octobre 1923 et est consacré le 15 décembre 1923 par Jean-Augustin Germain avec comme co-consécrateurs Pierre Marceillac et Jean Raynaud. Il succède à Henri-Louis Chapon en 1926.
Il adhère à la condamnation de l’Action française par Pie XI.
Très actif, Ricard fonde un hebdomadaire chrétien L'Éveil en 1925. Il crée également la croix du mérite diocésain pour récompenser les laïcs qui apportent leur aide à l’Église.